# Vippvedel
Vippvedel (Astragalus norvegicus) är en ärtväxtart som beskrevs av Grauer. Vippvedel ingår i släktet vedlar, och familjen ärtväxter. Inga underarter finns listade i Catalogue of Life.